# Пупавка Корнух-Троцкого
Пупавка Корнух-Троцкого (лат. Anthemis trotzkiana) — вид рода Пупавка (Anthemis) семейства Астровые (Asteraceae).
Вид назван в честь русского ботаника Петра Яковлевича Корнух-Троцкого.

## Описание
Многолетний слабоветвистый полукустарничек высотой 10—30 см. Корень стержневой, толстый. Листья дважды перисторассечённые, вначале войлочные, затем голые. Цветки трубчатые и ложноязыковые, жёлтого либо оранжевого цвета, расположены в одиночных корзинках диаметром до 2 см. Период цветения  — июнь-июль.
Кальцефит. Встречается на отложениях меловых пород. Является компонентом травяных сообществ на меловых и мергелистых породах.

## Ареал
Волго-Уральский эндемик. В России встречается в Поволжье и Южном Урале. За рубежом произрастает
в Казахстане.

## Охранный статус

### В России
Уязвимый вид. Занесен в Красную книгу России; Красные книги Оренбургской, Саратовской, Самарской, Волгоградской областей. Встречается на территории двух особо охраняемых природных территорий России. Вымирает в связи с выпасом скота и добычей мела в местах своего произрастания.

### За рубежом
Занесена в Красную книгу Казахстана и в Список редких растений Евросоюзa (англ. European Red List of Vascular Plants).